# Provincia Adıyaman
Provincia Adıyaman este o provincie a Turciei cu o suprafață de 7,614 km², localizată în centrul Turciei. Provincia a fost creată în 1954 și este o parte din vechea Provincie Malatya. Capitala este Adıyaman.

## Districte
Adıyaman este divizată în 9 districte (capitala districtului este subliniată): 
- Adıyaman
- Besni
- Çelikhan
- Gerger
- Gölbașı
- Kahta
- Samsat
- Sincik
- Tut